# Чемпіонат Європи з художньої гімнастики 2014
Чемпіонат Європи з художньої гімнастики 2014 пройшов з 10 по 15 червня в місті Баку, Азербайджан, де взяли участь 33 гімнастичні федерації-учасниці зі своїми юніорами та старшими гімнастками.

## Країни-учасники
Кількість делегацій, які взяли участь на Чемпіонаті Європи.
| - Андорра - Австрія - Азербайджан - Білорусь - Бельгія - Болгарія - Хорватія - Кіпр - Чехія - Естонія - Фінляндія - Франція | - Грузія - Німеччина - Греція - Угорщина - Ізраїль - Італія - Латвія - Литва - Молдова - Норвегія - Польща | - Португалія - Румунія - Росія - Сербія - Словаччина - Словенія - Іспанія - Швейцарія - Туреччина - Україна |

## Медалісти
| Дисципліна         | Золото               | Срібло                 | Бронза                  |
| Особиста першість  | Особиста першість    | Особиста першість      | Особиста першість       |
| ------------------ | -------------------- | ---------------------- | ----------------------- |
| Абсолютна першість | Яна Кудрявцева (RUS) | Мелітіна Станюта (BLR) | Ганна Різатдінова (UKR) |

## Медалісти (групові вправи), сеньйори
| Дисципліна          | Золото         | Срібло         | Бронза         |
| Групові вправи      | Групові вправи | Групові вправи | Групові вправи |
| ------------------- | -------------- | -------------- | -------------- |
| Групова першість    | Росія          | Італія         | Ізраїль        |
| 10 булав            | Болгарія       | Росія          | Іспанія        |
| 3 м'ячі + 2 стрічки | Росія          | Азербайджан    | Болгарія       |

## Медалісти (юніори)
| Дисципліна         | Золото                                                               | Срібло                                                           | Бронза                                     |
| Команда            | Команда                                                              | Команда                                                          | Команда                                    |
| ------------------ | -------------------------------------------------------------------- | ---------------------------------------------------------------- | ------------------------------------------ |
| Командна першість  | Росія Юлія Бравікова Ірина Анненкова Олеся Пєтрова Вероніка Полякова | Білорусь Марія Трубач Стефанія-Софія Манахава Анастасія Рибакова | Азербайджан Жаля Пірієва Зулейха Ісмаїлова |
| Особиста першість  |                                                                      |                                                                  |                                            |
| Вправа зі стрічкою | Ірина Анненкова (RUS)                                                | Валерія Ханіна (UKR)                                             | Ліной Ашрам (ISR)                          |
| Вправа з обручем   | Юлія Бравікова (RUS)                                                 | Жаля Пірієва (AZE)                                               | Анастасія Рибакова (BLR)                   |
| Вправа з булавами  | Олеся Пєтрова (RUS)                                                  | Марія Трубач (BLR)                                               | Ліной Ашрам (ISR)                          |
| Вправа з м'ячем    | Ірина Анненкова (RUS)                                                | Марія Трубач (BLR)                                               | Боряна Калейн (BUL)                        |

## Медальний залік

### Сеньйори
| Місце               | Країна              | Золото | Срібло | Бронза | Загалом |
| ------------------- | ------------------- | ------ | ------ | ------ | ------- |
| 1                   | Росія               | 3      | 1      | 0      | 4       |
| 2                   | Болгарія            | 1      | 0      | 1      | 2       |
| 3                   | Італія              | 0      | 1      | 0      | 1       |
| 3                   | Азербайджан         | 0      | 1      | 0      | 1       |
| 3                   | Білорусь            | 0      | 1      | 0      | 1       |
| 6                   | Ізраїль             | 0      | 0      | 1      | 1       |
| 6                   | Іспанія             | 0      | 0      | 1      | 1       |
| 6                   | Україна             | 0      | 0      | 1      | 1       |
| Загалом (8 збірних) | Загалом (8 збірних) | 4      | 4      | 4      | 12      |

### Юніори
| Місце               | Країна              | Золото | Срібло | Бронза | Загалом |
| ------------------- | ------------------- | ------ | ------ | ------ | ------- |
| 1                   | Росія               | 5      | 0      | 0      | 5       |
| 2                   | Білорусь            | 0      | 3      | 1      | 4       |
| 3                   | Азербайджан         | 0      | 1      | 1      | 2       |
| 4                   | Україна             | 0      | 1      | 0      | 1       |
| 5                   | Ізраїль             | 0      | 0      | 2      | 2       |
| 6                   | Болгарія            | 0      | 0      | 1      | 1       |
| Загалом (6 збірних) | Загалом (6 збірних) | 5      | 5      | 5      | 15      |

## Зовнішні посилання
- Офіційний сайт
- European Union of Gymnastics
- Rhythmic Gymnastics Results